# John Newcombe
John David Newcombe, AO, OBE (sinh ngày 23 tháng 5 năm 1944) là một cựu tay vợt người Úc, là một trong số ít những tay vợt nam đã đạt được thứ hạng số 1 thế giới ở cả nội dung đơn và đôi. Tại các giải Grand Slam, ông đã giành được 7 danh hiệu đơn và kỷ lục 17 danh hiệu đôi nam. Ông cũng đóng góp vào năm danh hiệu Davis Cup cho Úc trong một thời đại khi Davis Cup được coi là quan trọng như các chuyên ngành. Tạp chí Tennis đánh giá anh là cầu thủ nam xuất sắc thứ 10 trong giai đoạn 1965-2005.

## Tiểu sử
Newcombe đã chơi một số môn thể thao khi còn là một cậu bé trước khi cống hiến hết mình cho quần vợt. Ông là nhà vô địch trẻ Úc từ năm 1961 đến 1963 và là thành viên của đội chiến thắng Davis Cup của Úc vào năm 1964. Ông đã giành được danh hiệu Grand Slam đầu tiên vào năm 1965 bằng cách giành danh hiệu vô địch đánh đôi giải Úc với Tony Roche. Cùng năm đó, bộ đôi này đã giành được danh hiệu đánh đôi tại Wimbledon. Họ đã cùng nhau giành chức vô địch đôi Úc thêm ba lần, Wimbledon bốn lần nữa và Giải vô địch Mỹ năm 1967, Giải vô địch Pháp năm 1967 và Giải Pháp mở rộng năm 1969. Họ đã giành được 12 danh hiệu Grand Slam, giữ kỷ lục vô địch mọi thời đại cho một đội đôi nam cho đến năm 2013, khi nó bị vượt qua bởi Bob và Mike Bryan.
Cú giao bóng và cú vô lê mạnh mẽ của Newcombe là xương sống trong cách chơi tấn công của ông. Newcombe thường xuyên có cú giao bóng ăn điểm thứ hai. Ông là người nghiệp dư được xếp hạng hàng đầu trên thế giới vào năm 1967 theo Lance Tingay, mặc dù Rex Bellamy xếp ông đứng thứ hai sau Roy Emerson. Là một chuyên gia, Newcombe là tay vợt số 1 thế giới cả ở đánh đơn và đánh đôi vào năm 1970 và 1971. Trong thi đấu đơn, ông chiến thắng hai lần tại Úc Mở rộng, chiến thắng ba lần tại Wimbledon và chiến thắng hai lần tại Giải Mỹ mở rộng.